# اندرو شو
اندرو شو (انگلیسی: Andrew Shue؛ زادهٔ ۲۰ فوریهٔ ۱۹۶۷) یک هنرپیشه، و بازیکن فوتبال اهل ایالات متحده آمریکا است.
از کارهای معروف او می‌توان به بازی در فیلم ماجراهای نگهداری از کودکان و ویژن کوئست اشاره کرد.